# Albert Stefan Kotowski
Albert Stefan Kotowski (ur. 2 września 1949 w Bydgoszczy) – polski historyk XX wieku.

## Życiorys
W 1975 ukończył studia magisterskie na Uniwersytecie Mikołaja Kopernika w Toruniu. W 1981 uzyskał doktorat na Uniwersytecie im. Adama Mickiewicza w Poznaniu. Był stypendystą Fundacji Alexandra von Humboldta na Uniwersytecie w Bonn. Od 1988 przebywał w Republice Federalnej Niemiec. W 1996 uzyskał habilitację na Uniwersytecie Albrechta i Ludwika we Fryburgu, a w 2012 tytuł profesora. 
Pracuje na stanowisku profesora w Seminarium Europy Wschodniej Reńskiego Uniwersytetu Fryderyka Wilhelma w Bonn oraz w Katedrze Dydaktyki Historii i Badań Regionalistycznych Uniwersytetu Kazimierza Wielkiego w Bydgoszczy.

## Publikacje
Autor licznych prac z historii Polski nowożytnej i najnowszej, dziejów stosunków polsko-niemieckich, historii Kościoła i historii Ukrainy; w tym autor książek:
- "Teatry "Deutsche Bühne" w Wielkopolsce i na Pomorzu 1919-1939" (Warszawa – Poznań 1985).
- "Quellen zur Geschichte der deutschen Minderheit in Polen von 1919 bis 1939 in deutschen und polnischen Archiven sowie in polnischen Bibliotheken" (Marburg 1993), (współautor: Dariusz Matelski); (udział własny 50%) ISBN 3-87969-233-5
- "Polens Politik gegenüber seiner deutschen Minderheit 1919-1939" (Wiesbaden 1998).
- "Hitlers Bewegung im Urteil der polnischen Nationaldemokratie" (Wiesbaden 2000).
- Polska polityka narodowościowa wobec mniejszości niemieckiej w latach 1919-1939 (Toruń 2001).
- Narodowa demokracja wobec nazizmu i Trzeciej Rzeszy (Toruń 2006).
- Dittmar Dahlmann, Albert Stefan Kotowski, Zbigniew Karpus, Schimanski, Kuzorra i inni. Polacy w Zagłębiu Ruhry 1870/71–1945 (Toruń 2006).